# يوتو ناغاو
يوتو ناغاو (باليابانية: 長尾 優斗) (مواليد 31 أغسطس 2001) هو لاعب كرة قدم ياباني.

## وصلات خارجية
- يوتو ناغاو على موقع رابطة كرة القدم اليابانية للمحترفين (اليابانية)
- يوتو ناغاو على موقع قاعدة بيانات كرة القدم.إي يو (الإنجليزية)
- يوتو ناغاو على موقع Soccerway.com (الإنجليزية)